# Општина Ранковце
Општина Ранковце је једна од 6 општина Североисточног региона у Северној Македонији. Седиште општине је истоимени градић Ранковце.

## Положај
Општина Ранковце налази се у североисточном делу Северне Македоније и погранична је са Србијом на северу. Са других страна налазе се друге општине Северне Македоније:
- исток — Општина Крива Паланка
- југ — Општина Кратово
- запад — Општина Старо Нагоричане

## Природне одлике
Рељеф: Општина Ранковце налази се у области Славиште у сливу Криве реке, у подручју Родопских планина. Јужни део општине чини долина Криве Реке, која је најнасељенији и најважнији део општине. На северу се налази планина Стража.
Клима у општини је умереноконтинентална са оштријом цртом због планинског карактера општине.
Воде: Најважнији водоток у општини је Крива Река, која тече кроз јужни део општине у правцу исток — запад.

## Становништво
Општина Ранковце имала је по последњем попису из 2002. г. 4.144 ст., од чега у граду 1.192 ст (29%). Општина је слабо насељена, посебно сеоско подручје.
Национални састав по попису из 2002. године био је:
|           | Број  | Постотак |
| Укупно    | 4.144 | 100%     |
| Македонци | 4.058 | 97,9%    |
| Роми      | 57    | 1,4%     |
| Срби      | 18    | 0,4%     |
| остали    | 11    | 0,3%     |

## Насељена места
У општини постоји 18 насељених места, сва са статусом села:
| - Ранковце - Баратлија - Ветуница - Вржогрнци - Герман - Гиновци | - Гулинци - Криви Камен - Љубинци - Милутинце - Одрено - Опила | - Отошница - Пиклиште - Петралица - Псача - Радибуш - Станча |  |